# 巴塔機場
巴塔機場（西班牙語：Aeropuerto de Bata），是赤道畿內亞內第二大的機場，僅次於馬拉博機場。

## 關於機場
機場位於巴塔北面，有一條長2.5公里的跑道，但是沒有燈光，所以在昏暗的環境下（例如晚上或有霧）便不能降落。服務航線往國內另一個重要的機場：馬拉博機場和鄰近國家。機場能夠處理一架波音737飛機。2001年该机场旅客吞吐量为15,000名乘客。另外，塔台的頻率是118.8 VHF。

## 航空公司及目的地
- 木棉洲际航空（安諾本，杜阿拉，利伯維爾，马拉博）
- GETRA （馬拉博）